# Підляшецький Орест-Омелян Захарович
Орест-Омелян Підляшецький (1885, ? — 25 грудня 1940, м. Відень, Австрія) — отаман УГА, судовий референт Державного секретаріату військових справ ЗУНР.

## Життєпис

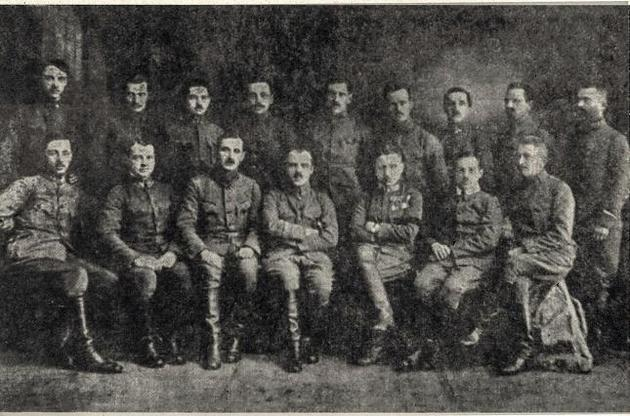
Державний секретаріат військових справ ЗУНР, лютий 1919.
Сидять зліва направо Володимир Бемко, Орест Підляшецький, Петро Бубела, Дмитро Вітовський, Ростислав-Едмунд Білас, Никифор Гірняк, Роман Шипайло.
Стоять зліва направо Нестор Гаморак, Юліан Буцманюк, Теодор Сивак, Гриць Герасимович, Остап Бородієвич, Семен Магаляс, Володимир Тимцюрак, Василь Панчак, Іван Боберський

Народився у сім'ї греко-католицького священика Захара Підляшецького із Монастириська. (Батька вбили польські вояки 10 червня 1919 року).
Навчався у Львівській академічній гімназії, яку закінчив у 1905 році. Помітний вплив на його становлення зробив викладач Іван Боберський про що згадував у своєму щоденнику: 
| Стрінув я сотника – судію Омеляна Підляшецького. Розповідає мені про мої замітки в школі. Щоб нікого не боятись, самостійно думати, постійною роботою стреміти до самостійности в життю. Дивує мене, що спамятав собі це. Належав як ученик до кляси в Академічній гімназії у Львові, де я вчив німецьку мову. Приємно мені почути, що хтось навчився дещо від мене.[2] |
Служив у армії Австро-Угорщини. З листопада 1918 року отаман УГА, судовий референт Державного секретаріату військових справ.
Пройшов із УГА весь шлях по Великій Україні. 
Емігрував до Австрії. Був членом «Закордонної групи Української Національної Ради», виконував функції. 
Помер 25 грудня 1940 року у Відні.

## Нагороди
Був нагороджений Орденом Франца Йосифа. 